# Yellow Egg
Yellow Egg sinonimia: Bonum Magnum, es una variedad cultivar de ciruelo (Prunus domestica), de las denominadas ciruelas europeas,
una variedad de ciruela que su área de origen sería el Cáucaso o quizá Asia Central, aunque se considera una variedad francesa muy antigua que se originó en Besançon en el siglo XVI. 
Las frutas tienen un tamaño grande, color de piel amarillo verdoso, y pulpa de color blanco amarillento con textura firme, seca, y sabor ácido, poco sabor como ciruela de postre en fresco, pero útil como ciruela de repostería y cocina.

## Sinonimia
- "Bonum Magnum",
- "Dutch Plum",
- "Prune d'Oeuf Blanche",
- "Prune De Monsieur",
- "Dame Aubert",
- "Aubertina",
- "Mogul",
- "White Magnum Bonum"
- "Pershore Plum".

## Historia
El profesor Budd, al explorar el sudoeste de Rusia y Polonia, encontró una ciruela 'Dame Aubert' que difería de 'Yellow Egg' en solo caracteres menores y según le dijeron su área de origen sería el Cáucaso o quizá Asia Central.
Se cree que es una variedad francesa muy antigua que se originó en Besançon en el siglo XVI o incluso antes. Rea, en 1676, describió el 'Yellow Egg' como 'Bonum Magnum' o 'Dutch Plum' (por su origen holandés). Knoop de Holanda, en 1771 describió la variedad bajo el nombre de 'Prune d'Oeuf Blanche', indicando un origen francés. Knoop describe la 'Prune De Monsieu' como similar. Duhamel, en "Traite des Arbres Fruitiers", en 1768 describió a 'Yellow Egg' como la 'Dame Aubert'. Kraft en su "Pomona Austriaca" 1796, lo dio como 'Die Grosse Weisse Glanzende', o 'Die Albertus Damenpflaume'. Koch llama a 'Yellow Egg' uno de los "Datterpflaumen" (Date Plums) aunque afirma que hay otro Date Plum conocido por Tragus hace más de trescientos años como Prunidactyla. De Candolle parece mantener los nombres Dame d'Aubert y 'Aubertina' para esta ciruela.
Cuando llegó a Estados Unidos Coxe, en 1817 lo describió como el 'Mogul' y más tarde William Prince  le dio el nombre de 'Yellow Egg'. Debido a este cambio de nombre, encontramos de vez en cuando que Estados Unidos es su lugar de origen tanto por escritores estadounidenses como ingleses. En 1862, la "American Pomological Society" la agregó a su catálogo de frutas con el nombre de 'White Magnum Bonum', pero en 1871 se cambió el nombre a 'Yellow Egg'.
Ha sido descrita por : 1. Prince Treat. Hort. 25. 1828. 2. Prince Pom. Man. 2:108. 1832. 3. Downing Fr. Trees Am. 287, 288 fig. 115. 1845. 4. Thomas Am. Fruit Cult. 329. 1849. 5. Cole Am. Fr. Book 208 fig. 1849. 6. Horticulturist 7:403. 1852. 7. Am. Pom. Soc. Rpt. 36, 55. 1852. 8. Elliott Fr. Book 414. 1854. 9. Am. Pom. Soc. Rpt. 210. 1856. 10. Bridgeman Gard. Ass't 3:126. 1857. 11. U. S. Pat. Off. Rpt. 190, Pl. XIII. 1865. 12. Mas Pom. Gen. 2:163, fig. 82. 1873. 13. Barry Fr. Garden 417. 1883. 14. Mathieu Nom. Pom. 443. 1889. 15. Waugh Plum Cult. 126. 1901.
La ciruela 'Yellow Gage' en Reino Unido conocida como 'Pershore Plum' fue el pilar de la industria inglesa de la ciruela en el Valle de Evesham en Worcestershire desde mediados del siglo  XIX hasta principios del siglo  XX.

## Características
'Yellow Egg' árbol grande, vigoroso, buen cultivo, le va bien en suelos pesados. La flor tiene cierta resistencia a las heladas, tiene un tiempo de floración que comienza a partir del 16 de abril con el 10% de floración, para el 20 de abril tiene una floración completa (80%), y para el 29 de abril tiene un 90% de caída de pétalos.
'Yellow Egg' tiene una talla de fruto de tamaño grande, tiene forma redondeada, y marcado con una sutura poco profunda;epidermis tiene una piel de color amarillo verdosa cubierta de pruina verde azulado; Pedúnculo corto, grueso o semi grueso, ubicado en una cavidad del pedúnculo no muy profunda;pulpa de color blanco amarillento con textura  firme, seca, y sabor ácido, poco sabor como ciruela de postre en fresco, pero útil como ciruela de repostería y cocina.
Hueso que se aferra, de tamaño medio, redondeado, semi globoso, con la zona ventral ancha con cresta y aristas laterales muy salientes, con surco dorsal muy marcado, los laterales inexistentes, y las caras laterales rugosas.
Su tiempo de recogida de cosecha se inicia en su maduración a principios o mediados de septiembre.

## Usos
La ciruela 'Yellow Egg' = 'Pershore' no es una buena ciruela para comer fresca del árbol, pero al cocinarlo se transforma en un puré de color amarillo dorado con un buen sabor a ciruela, ideal para rellenos de mermelada o pastel.

## Enfermedades y plagas
Resistente a las enfermedades de Hoja de plata, cancro bacteriano.